# Estación de Retiro
Retiro es una estación de la línea 2 del metro de Madrid ubicada entre los barrios de Recoletos (distrito Salamanca) y Jerónimos (distrito Retiro), bajo la emblemática calle de Alcalá y al lado del famoso parque del Retiro, del que toma su nombre.
La estación se sitúa dentro de la corona tarifaria A del Consorcio Regional de Transportes.

## Historia
La estación fue abierta al público el 14 de junio de 1924 al ponerse en servicio el primer tramo de la línea 2. Desde 1997 uno de los andenes se encuentra decorado con murales del conocido dibujante Mingote que representan un parque del Retiro «fantástico» y junto al otro hay una sala de exposiciones temporales. El interior de esta estación es de los más destacables de toda la red de metro.
Resulta curioso que la estación cuenta con dos andenes y tres vías (A+V+V+A+V), en una de las cuales se encuentra la sala de exposiciones temporales. En principio se iba a ampliar un ramal por la calle Velázquez, hasta que decidieron poner la sala de exposiciones.
Dado que la estación tiene una sola línea y la zona es básicamente residencial, esta estación no suele ser especialmente concurrida, salvo los fines de semana cuando multitud de gente acude en familia al parque.
El 1 de abril de 2017 se eliminó el horario especial de todos los vestíbulos que cerraban a las 21:40 y la inexistencia de personal en dichos vestíbulos

## Accesos
Vestíbulo Lagasca
- Lagasca C/ Alcalá, 85 (esquina C/ Lagasca)
- Lagasca C/ Lagasca, 4. Acceso en rampa
- Retiro En Parque del Retiro

Vestíbulo Claudio Coello
- Claudio Coello C/ Alcalá, 75 (esquina C/ Claudio Coello). Para Puerta de Alcalá y Museo Arqueológico Nacional

## Líneas y conexiones

### Metro
| << cabecera | < estación          | línea | estación >      | cabecera >>    |
| ----------- | ------------------- | ----- | --------------- | -------------- |
| Las Rosas   | Príncipe de Vergara |       | Banco de España | Cuatro Caminos |

### Autobuses
| Diurnos   |                       |                                 |
| Línea     | Destino               | Parada                          |
| 1         | Cristo Rey            | 161 PUERTA DE ALCALÁ            |
| 2         | Reina Victoria        | 161 PUERTA DE ALCALÁ            |
| 9         | Sol / Sevilla         | 161 PUERTA DE ALCALÁ            |
| 15        | Sol / Sevilla         | 161 PUERTA DE ALCALÁ            |
| 20        | Sol / Sevilla         | 161 PUERTA DE ALCALÁ            |
| 51        | Sol / Sevilla         | 161 PUERTA DE ALCALÁ            |
| 52        | Sol / Sevilla         | 161 PUERTA DE ALCALÁ            |
| 74        | Pº Pintor Rosales     | 161 PUERTA DE ALCALÁ            |
| 146       | Callao                | 161 PUERTA DE ALCALÁ            |
| 1         | Prosperidad           | 162 PUERTA DE ALCALÁ-RETIRO     |
| 2         | Manuel Becerra        | 162 PUERTA DE ALCALÁ-RETIRO     |
| 9         | Hortaleza             | 162 PUERTA DE ALCALÁ-RETIRO     |
| 15        | La Elipa              | 162 PUERTA DE ALCALÁ-RETIRO     |
| 19        | Plaza Cataluña        | 162 PUERTA DE ALCALÁ-RETIRO     |
| 20        | Pavones               | 162 PUERTA DE ALCALÁ-RETIRO     |
| 51        | Plaza Perú            | 162 PUERTA DE ALCALÁ-RETIRO     |
| 52        | Santamarca            | 162 PUERTA DE ALCALÁ-RETIRO     |
| 74        | Parque Avenidas       | 162 PUERTA DE ALCALÁ-RETIRO     |
| 146       | Los Molinos           | 162 PUERTA DE ALCALÁ-RETIRO     |
| 28        | Bº Canillejas         | 163 PUERTA DE ALCALÁ (Cabecera) |
| 19        | Legazpi               | 2171 PUERTA DE ALCALÁ           |
| Nocturnos |                       |                                 |
| Línea     | Destino               | Parada                          |
| N4        | Cibeles               | 161 PUERTA DE ALCALÁ            |
| N5        | Cibeles               | 161 PUERTA DE ALCALÁ            |
| N6        | Cibeles               | 161 PUERTA DE ALCALÁ            |
| N7        | Cibeles               | 161 PUERTA DE ALCALÁ            |
| N2        | Valdebebas            | 162 PUERTA DE ALCALÁ-RETIRO     |
| N3        | Feria de Madrid       | 162 PUERTA DE ALCALÁ-RETIRO     |
| N5        | Colonia Fin de Semana | 162 PUERTA DE ALCALÁ-RETIRO     |
| N6        | El Cañaveral          | 162 PUERTA DE ALCALÁ-RETIRO     |
| N7        | Valderrivas           | 162 PUERTA DE ALCALÁ-RETIRO     |
| N8        | Pavones               | 162 PUERTA DE ALCALÁ-RETIRO     |
| N2        | Cibeles               | 2171 PUERTA DE ALCALÁ           |
| N3        | Cibeles               | 2171 PUERTA DE ALCALÁ           |
| N8        | Cibeles               | 2171 PUERTA DE ALCALÁ           |